# Mistrz L.Cz.
Mistrz L.Cz. (Mistrz Ołtarza Strachego lub Lorenz Katzheimer) – anonimowy niemiecki malarz późnogotycki, aktywny w drugiej połowie XV wieku, pochodzącego z Bambergu.
Jego nazwa pochodzi od sygnatur widniejących na dziesięciu z jego dwunastu zachowanych sztychów. Alternatywna nazwa odnosząca się do jego obrazów pochodzi od powstałego około 1500 roku ołtarza pasyjnego, obecnie rozproszonego po różnych kolekcjach. Jego pochodzenie jest nieznane; uważano go za malarza górnoniemieckiego, górnoreńskiego, czy ratyzbońskiego.   

## Identyfikacja artysty
XIX wieczni uczeni na podstawie monogramu L.Cz. identyfikowali anonimowego mistrza z holenderskim złotnikiem o imieniu Corneliszoon a literka „z” miał być skrótem od niderlandzkiego słowa „zoon” (syn). Teoria ta została odrzucona na rzecz innej, identyfikującej go z ojcem Lucasa Crancha Starszego. Gdy odkryto prawdziwe nazwisko ojca wielkiego mistrza – Hans Maler, teoria ta została odrzucona przez większość naukowców; ojciec Crancha nigdy nie używał swojego nazwiska.  Obecnie panuje przekonanie, iż Mistrz L.Cz. jest tożsamy z Mistrzem Ołtarza Strachego, autora czterech ołtarzy pasyjnych a tym samym z Lorenzem Katzheimerem, malarzem z Bambergu, krewnym Wolfganga Katzheimera starszego

## Rozwój artystyczny

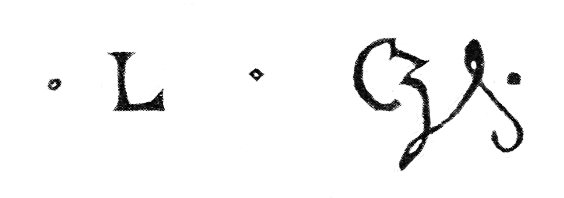
Monogram Mistrza L. Cz. na grafice Kuszenie Chrystusa

Na podstawie grafik jego autorstwa, dziesięciu sygnowanych i dwóch datowanych, można prześledzić jego rozwój artystyczny. W pierwszych pracach widoczne są wpływy Mistrza Księgi Domowej i Martina Schongauera oraz Schongauera Niderlandczyka. Najwcześniejsza grafika Dama ze służącą na łące pochodzi z lat 1480–85. Brak na niej przestrzeni, postacie są ujęte płasko w izolacji od siebie, układ fałd jest sztywny. Kolejne grafiki mają już bardziej szczegółowo przedstawione krajobrazy, na tle których prezentują się żywsze postacie. Przykładem tego mogą być grafiki Dwie kobiety na moście i Święty Jerzy ze smokiem. W kolejnych grafikach artysta wyraźnie eksperymentuje z integracją postaci z tłem krajobrazu (Poskromienie jednorożca przez Pannę); z tego samego okresu pochodzi jedyny datowany sztych pt. Św. Piotr i Paweł z chustą Weroniki. Do najbardziej zaawansowanych prac należą dwie ostatnie grafiki: Kuszenie Chrystusa i Wjazd do Jerozolimy. Obie charakteryzują się różnorodnymi efektami tekstury. Pierwsza była wzorowana na kompozycjach prac Michaela Pachera i Mistrza ES a wizerunek szatana przypomina demona Martina Schongauera z Kuszenia św. Antoniego. Na demonie Mistrza L.Cz. wzorował się Albrecht Dürer tworząc grafikę Król, Śmierć i Diabeł.